# 大紋面蝠屬
大紋面蝠屬（学名：Vampyrodes），哺乳綱、翼手目、葉口蝠科的一屬，而與大紋面蝠屬（大紋面蝠）同科的動物尚有吸血蝠屬（吸血蝠）、黃耳蝠屬（大黃耳蝠）、築帳蝠屬（築帳蝠）等之數種哺乳動物。

## 下属物种
本属包括以下物种：
- 大纹面蝠 Vampyrodes caraccioli (Thomas, 1889)，紋面蝠
- Vampyrodes major G.M.Allen, 1908